# 芒伊喬伊 (特拉華州)
芒特喬伊（英語：Mount Joy）是位於美國特拉華州蘇塞克斯縣的一個非建制地區。該地的面積和人口皆未知。

## 地理
芒特喬伊的座標為38°37′55″N 75°17′46″W / 38.63194°N 75.29611°W，而該地的平均海拔高度為9米（即30英尺）。